# Roeboides margareteae
Roeboides margareteae är en fiskart som beskrevs av Lucena 2003. Roeboides margareteae ingår i släktet Roeboides och familjen Characidae. Inga underarter finns listade i Catalogue of Life.